# Élly Agallídis
Élly  Agallídis, en grec moderne : Έλλη Αγαλλίδου, nom d'épouse Elly Schwab-Agallidis (1914-2006), est une physicienne-chimiste grecque et l'une des premières femmes en Grèce à obtenir un doctorat dans ce domaine. Elle est l'épouse de Georg-Maria Schwab (en), qui l'a rencontrée à Munich, en tant que superviseur du travail expérimental pour sa thèse de doctorat ; le couple a ensuite travaillé ensemble comme chercheurs à l'Institut Kanellópoulos  après avoir émigré en Grèce,. Ses travaux les plus célèbres concernent les propriétés et la réactivité du parahydrogène,.

## Biographie
Élly Agallídis nait le 14 août 1914 à Athènes dans une famille de la classe moyenne ; elle est le premier enfant de Ioannis Agallidis et de Maria-Edith Agallidis (née Zannou). Elle obtient un diplôme de physique à l'université d'Athènes, en 1934, et poursuit des études de troisième cycle au laboratoire de chimie physique de l'université de Munich, alors sous la direction de Heinrich Otto Wieland,. C'est là qu'elle rencontre Georg-Maria Schwab, son futur mari, qui lui suggère d'étudier le parahydrogène et supervise son travail expérimental,.
Agallídis et Schwab se marient en 1938, et peu de temps après, Schwab est interdit d'enseignement dans l'Allemagne nazie en raison de son origine mi-juive. Avec la crainte croissante de poursuites judiciaires, le couple décide, en 1939, d'émigrer vers la patrie d'Élly , la Grèce,. Elle y trouve du travail pour les deux dans le laboratoire de chimie de l'Institut de chimie et d'agriculture Kanellopoulos, où le couple collabore sur divers sujets de recherche physico-chimique pendant les dix années suivantes (1939-1949),,. Parmi ces sujets, Agallídis poursuit ses travaux sur les propriétés du parahydrogène, pour lesquels elle obtient un doctorat du département de physique de l'université d'Athènes en 1939 et publie de nombreux articles pertinents au cours des années suivantes,.
Après une période difficile pour le couple, pendant l'occupation de la Grèce par l'Axe, et la reprise de leurs recherches après la libération de la Grèce, les deux scientifiques retournent finalement en Allemagne de l'Ouest lorsque Schwab se voit offrir la chaire de chimie physique à l'université de Munich en 1951,.
Élly Schwab-Agallídis meurt à Essen, à l'âge de 92 ans, en 2006.